# Вичуга
Вичуга (на руски: Вичуга) e град в Русия, административен център на Вичугски район, Ивановска област. Населението на града към 1 януари 2018 е 34 394 души.